# Soyuz T-2
Soyuz T-2 foi a décima segunda missão, com o décimo acoplamento bem sucedido, à estação orbital Salyut 6 e o primeiro voo tripulado de teste da nova nave Soyuz T.

## Tripulação
Lançados
| Posição           | Cosmonauta        |
| ----------------- | ----------------- |
| Comandante        | Yuri Malyshev     |
| Engenheiro de voo | Vladimir Aksyonov |

## Parâmetros da Missão
- Massa: 6850 kg
- Perigeu: 202 km
- Apogeu: 249 km
- Inclinação: 51.6°
- Período: 88.7 minutos

## Pontos altos da missão
Sua tripulação de dois tripulantes se desligou do sistema de computação Argon durante a aproximação final da estação, após ele ter cometido um erro no controle de navegação.